# 刘炜
刘炜（1980年1月15日—），男，上海人，中華人民共和國职业篮球运动员，曾效力于中国篮球职业联赛的上海大鲨鱼篮球俱乐部，司职控球后卫。自从2002年起，刘炜一直是中国男篮的主力控球后卫，他身体强壮，面对亚洲后卫时有较大优势，即使在对抗欧美后卫也不吃亏，突破能力较为出色，防守时善于利用自己的身体给对方持球人施压。无论在国际赛场还是CBA联赛，刘炜发挥一直较为稳定，但由于中国队没有合格的替补后卫，導致他在场上的时间较长，而存在体力不足的问题。

## 篮球生涯

### 俱乐部赛事
刘炜1992年进入上海市卢湾区少体校，1994年入选上海市青年队，1996年入选上海一队，1996年被选入国家青年队，2002首次进入国家队，长期担任中国国家队主力控球后卫。
在上海大鲨鱼和姚明一起打了10年的篮球，并且一直是同屋密友，直到姚明离开球队进入NBA，2002年，他和姚明一起夺取CBA（中国男子篮球联赛）总冠军。他第一次去美国是1998年，在美国业余体育联合会 (AAU)球队打球，2000年入选中国国家男子篮球队。
NBA2004-05赛季前，休斯敦火箭队和萨克拉门托国王队都两次来到中国参加NBA中国系列季前赛，在季前赛中国王队签下了刘炜，但是在季前赛结束后国王队并没有正式签下他，在三场季前赛他在34分钟的出场时间里取得了2分和4个篮板。此后刘炜一直效力于上海大鲨鱼。2014赛季加盟新疆广汇篮球俱乐部。2016年转会四川金强蓝鲸篮球俱乐部。2018年再次回归上海大鲨鱼。2019年8月30日宣佈退役。

### 国家队赛事

#### 2002年男篮世锦赛
2002年作为替补后卫入选中国队男篮世锦赛大名单，在主力后卫郭士强该届大赛状态不佳的情况下，临时被主教练王非委以重任，并表现出了不错的能力，场均出场时间比原定主力后卫的郭士强更多，场均数据也更好。自该届大赛开始，刘炜逐步坐稳了中国国家男子篮球队的主力控球后卫这一位置。

#### 2004年奥运会
雅典奥运会刘炜作为中国队主力后卫出场，表现一般，当时在队的三名中锋球员：姚明、王治郅、巴特尔一起被誉为“移动长城”。外线尤其是以刘炜领衔的后卫线受到了多方的质疑与批评。

#### 2006年男篮世锦赛
经历了前一年在萨克拉门托国王队的夏季联赛和试训，刘炜进入了职业生涯的巅峰期，在本届世锦赛上，刘炜以场均4.5次助攻名列赛会助攻榜第四，这是自1992年开始允许职业球员参加FIBA世界大赛开始，中国后卫在助攻这一榜单上取得过的最好名次。
刘炜在小组赛第3、4场分别取得了10分7板5助、16分3板8助的数据。小组赛最后一场面对斯洛文尼亚的欧洲明星后卫拉科维奇，刘炜贡献了9分7板9助的全能表现，最终中国队凭借王仕鹏终场前的三分球绝杀并凭借小分优势淘汰斯洛文尼亚进入淘汰赛。

#### 2008年奥运会
北京奥运会刘炜延续了2006年的竞技状态，小组赛次战面对世界顶级强队西班牙的明星控卫卡尔德隆与卢比奥，获得了全队最高的19分，并保持了全队最高的两分球命中率，半场结束中国队一度领先9分，下半场随着全队体能下降，第四节刘炜被对手击中面部受伤等不利因素的影响，中国队逐步失去了领先优势，出场34分钟的刘炜在体能不支及受伤的影响下，常规时间最后时刻被对手紧逼失误遗憾失去了中国队最后一攻的机会，进入加时赛中国队因体能透支落败。

#### 2010年男篮世锦赛
在土耳其举办的世锦赛中，刘炜场均得11.2分，是个人国家队生涯FIBA世界级大赛最高场均得分，小组赛刘炜的表现一般，受到了多方质疑，时任主教练邓华德坚持使用刘炜并为此与部分中国新闻媒体人产生摩擦。中国队凭借小分优势小组出线后，在淘汰赛对立陶宛的比赛中，刘炜上半时连续命中压哨球，帮助球队取得领先。下半场由于球队内线主将易建联带伤上阵状态不佳，球队内线无法抵挡立陶宛球星克雷萨的冲击而落败。刘炜下半场曾一度依靠个人表现将比分拉近，最终全场得分21分。本场比赛为刘炜代表中国国家队参加FIBA世界级大赛单场最高得分，同时刘炜也成为了中国球员除姚明外唯一在世界大赛淘汰赛阶段单场得分超过20分的球员。

#### 2011年男篮亚锦赛
2011年男篮亚锦赛中表現出色，在武汉体育中心进行的决赛争夺中，东道主中国男篮以70-69战胜约旦男篮，从而以9战全胜的不败战绩赢得本届亚锦赛冠军并获得唯一1张直通2012年伦敦奥运会的入场券。对约旦的决赛中，在队友三分球合计16投2中的不利形势下，刘炜三分球4投3中，与该场比赛发挥出色的易立一起确保了本队的胜利。该场比赛CCTV-5的解说嘉宾为姚明、王仕鹏，易建联获得该届男篮MVP。

#### 2012年奥运会
刘炜在2012年奥运会比赛中出任中国队场上队长，但中国队在小组赛中先后输给西班牙、俄罗斯、澳大利亚、巴西等，小组赛未能出线。

## 退役
退役後劉煒留在上海大鯊魚擔任領隊兼中方教练组组长。
2024年，劉煒出任新疆廣匯教練。

## 荣誉成绩
- 1996年，亚洲青年锦标赛冠军
- 1998年，亚洲青年锦标赛冠军，被评为最佳后卫
- 2000年，亚洲青年锦标赛第三名
- 2001-02赛季，CBA联赛冠军
- 2003年，亚洲男子锦标赛冠军
- 2004年，雅典奥运会第八名
- 2008年，北京奥运会第八名
- 2009年，亚洲男子锦标赛亞军
- 2011年，亚洲男子锦标赛冠军

## 延伸阅读
[在维基数据编辑]
 在维基共享资源阅览影像